# Free Speech Movement

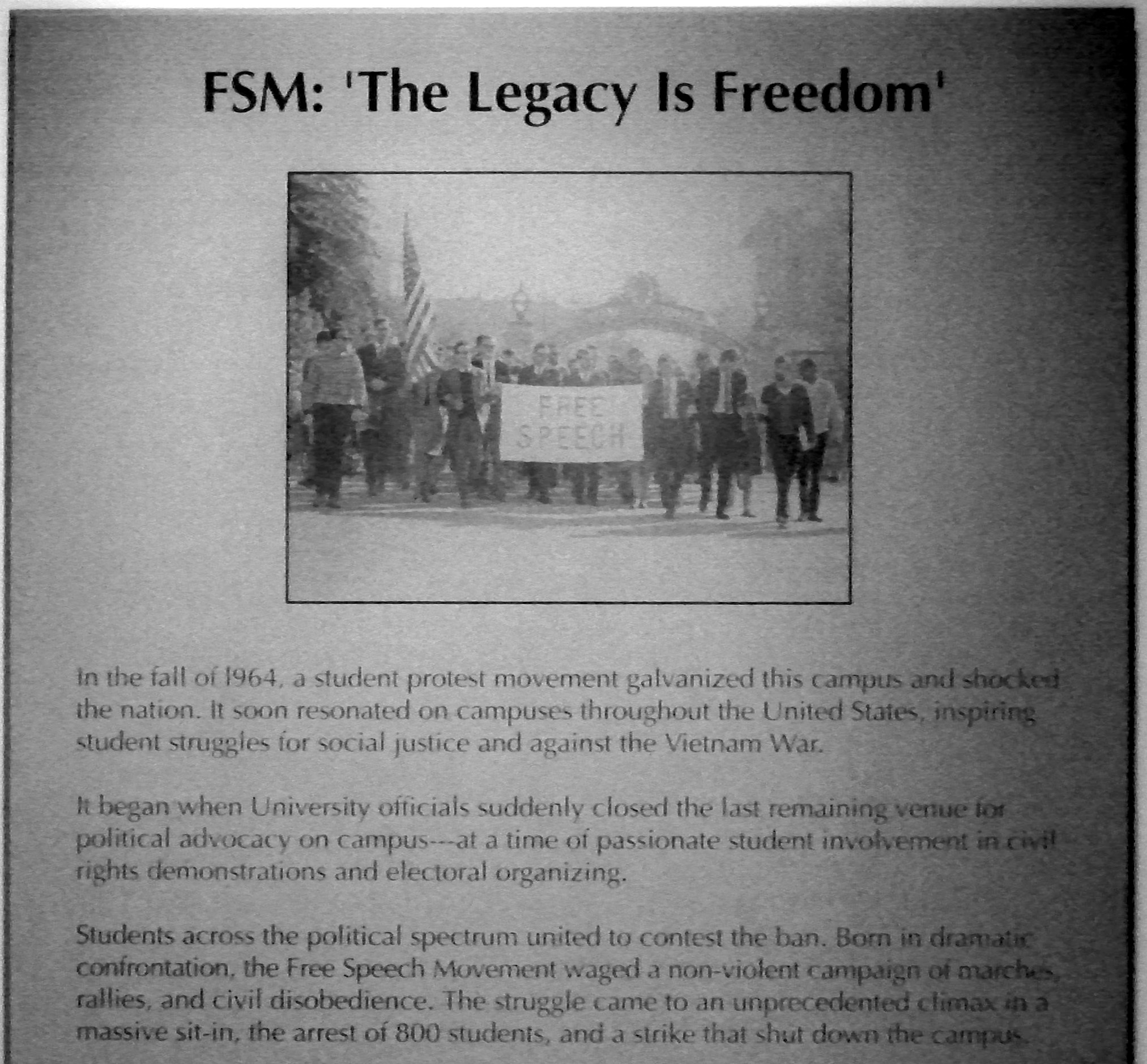
Memorial du Free Speech Movement à Berkeley

Le Free Speech Movement, qu'on pourrait traduire en français par le « Mouvement pour la liberté d'expression », est un mouvement de contestation étudiant qui se manifesta pendant l'année scolaire 1964-1965 sur le campus de l'université de Berkeley. Ses leaders informels étaient les étudiants Mario Savio, Hal Draper, Brian Turner, Steve Weissman, Art Goldberg, Bettina Aptheke et Jackie Goldberg. Ce type de manifestation était totalement inédite pour l'époque. Les étudiants protestaient contre l'interdiction prise par l'administration de l'université d'exercer des activités politiques sur le campus. 
Le Free Speech Movement réclamait la reconnaissance de la liberté d'expression et de la liberté académique des étudiants.

## L'affaire Weinberg
Le 1er octobre 1964, Jack Weinberg, un ancien étudiant, refusa de montrer son badge à la police du campus et fut arrêté. Les étudiants se rassemblèrent autour des voitures de police qui devaient l'emmener. Weinberg resta dans le véhicule qui ne bougea pas pendant 32 heures, entouré par près de 3 000 étudiants. Le siège des véhicules dura jusqu'à l'abandon des charges contre Weinberg.

## Effets durables

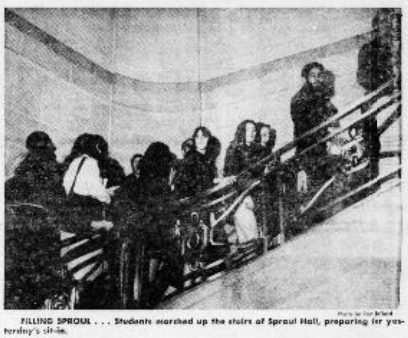

Le mouvement eut des effets durables sur le campus de Berkeley et fut un déclencheur des mouvements pour les libertés civiles dans les années 1960 et en particulier du mouvement hippie.